# Stane Jurgec
Stane Jurgec, slovenski skladatelj, dirigent in pedagog, * 26. julij 1947, Maribor. 

## Življenjepis
Na Akademiji za glasbo v Ljubljani je v razredu prof. Lucijana Marije Škerjanca končal študij kompozicije, v Beogradu pa študij dirigiranja. 
Večina njegovega skladateljskega opusa datira v študijska leta, saj se bolj posveča dirigiranju.